# 村田龍一
村田 龍一（むらた りゅういち、1976年8月27日 - ）は、千葉県出身の日本の柔道家。現役時代は78kg級と81kg級の選手。身長は173cm。

## 人物
旭中学から八千代松陰高校へ進むと、2年の時には全国高校選手権の団体戦で、エースである95kg超級の吉永喜史とともに活躍してチームを3位に押し上げた。
1995年には日本大学へ進むと、1年の時には全日本ジュニアの78kg級で3位になった。2年の時にも全日本ジュニアで3位になった。世界ジュニアでは決勝でフランスのセドリク・クラベリに大外刈で敗れた。3年の時には優勝大会決勝の国士舘大学戦で勝利するなどして、チームの12年ぶりの優勝に貢献した。4年の時には体重別81kg級で3位になった。
1999年には平成管財の所属となると、実業個人選手権と講道館杯で優勝を飾った。2000年の フランス国際では3位に入った。体重別に優勝すればシドニーオリンピック代表も有り得たが、背中のケガの影響などもあって決勝で大学の2年先輩である瀧本誠に体落の有効で敗れて代表にはなれなかった。2001年にはハンガリー国際で優勝を飾るが、体重別と東アジア大会では3位だった。なお、所属が了徳寺学園職員に変更となった。2002年には実業個人選手権で3年ぶり2度目の優勝を果たしたが、講道館杯では3位だった。2003年には嘉納杯で3位、ロシア国際で2位、グルジア国際では優勝を飾るも、体重別では初戦で敗れた。
引退後の2005年にはバルセロナオリンピック78kg級金メダリストの吉田秀彦が主宰する吉田道場に加わると、総合格闘技のPRIDEやDEEPにも参戦することになった。総合格闘技では8勝3敗の成績を残した。

## 主な戦績

### 78kg級での戦績
- 1994年 - 全国高校選手権　団体戦　3位
- 1995年 - 全日本ジュニア　3位
- 1996年 - 全日本ジュニア　3位
- 1996年 - 世界ジュニア　2位
- 1997年 - オーストリア国際　2位
- 1997年 - 優勝大会　優勝

### 81kg級での戦績
- 1998年 - 体重別　3位
- 1999年 - 実業個人選手権　優勝
- 1999年 - 講道館杯　優勝
- 2000年 - フランス国際　3位
- 2000年 - 体重別　2位
- 2001年 - ハンガリー国際　優勝
- 2001年 - 体重別　3位
- 2001年 - 東アジア大会　3位
- 2001年 - 実業個人選手権　3位
- 2002年 - 実業個人選手権　優勝
- 2002年 - 講道館杯　3位
- 2003年 - 嘉納杯　3位
- 2003年 - ロシア国際　2位
- 2003年 - グルジア国際　優勝

(出典、JudoInside.com)。